# Breitenberg (bergstopp i Österrike, Salzburg)
Breitenberg är en bergstopp i Österrike.   Den ligger i distriktet Salzburg-Umgebung och förbundslandet Salzburg, i den centrala delen av landet, 230 km väster om huvudstaden Wien. Toppen på Breitenberg är 1 260 meter över havet, eller 61 meter över den omgivande terrängen. Bredden vid basen är 1,0 km.
Terrängen runt Breitenberg är huvudsakligen kuperad, men åt nordost är den bergig. Närmaste större samhälle är Bad Ischl, 17,3 km öster om Breitenberg. 
I omgivningarna runt Breitenberg växer i huvudsak blandskog. Runt Breitenberg är det ganska tätbefolkat, med 108 invånare per kvadratkilometer.